# Brett Lunger
Robert Brett Lunger (* 14. November 1945 in Wilmington, Delaware) ist ein ehemaliger US-amerikanischer Automobilrennfahrer.

## Karriere
Brett Lunger besuchte 1965 ein Autorennen, das sein Interesse am Motorsport weckte. 1966 fuhr er als zahlender Fahrer in der CanAm-Serie mit. Zwischen 1972 und 1976 nahm er an Formel-2-Rennen teil und erzielte als bestes Ergebnis einen vierten Platz (Mantorp Park, Schweden). In der amerikanischen Formel 5000 erreichte er 1971 den dritten Gesamtrang.
Während seiner Formel-1-Zeit stellten sich keine nennenswerten Erfolge ein. Bekannt wurde er als Fahrer, der zusammen mit Guy Edwards, Arturo Merzario und Harald Ertl 1976 Niki Lauda nach dessen Unfall beim Großen Preis von Deutschland auf der Nürburgring-Nordschleife aus seinem brennenden Auto rettete. Lunger war mit dem Ferrari kollidiert; beide Autos standen dicht beieinander, der Ferrari brennend. Im Laufe der Aktion kletterte Lunger auf den Ferrari und zog Lauda nach oben, während Merzario den Gurt öffnete, nachdem Streckenposten das Feuer eingedämmt hatten. Bereits 1974 half Lunger bei einer ähnlichen Gelegenheit auf dem Ontario Motor Speedway seinen Fahrerkollegen Mickey Rupp zu bergen.
1979 fand Lunger keinen Fahrerplatz mehr und beendete seine Rennkarriere, um sein Studium fortzusetzen. Als Journalist arbeitete er beim Großen Preis von Südafrika für den Sender CBS.

## Statistik

### Statistik in der Automobil-Weltmeisterschaft
Diese Statistik umfasst alle Teilnahmen des Fahrers an der Automobil-Weltmeisterschaft, die heutzutage als Formel-1-Weltmeisterschaft bezeichnet wird.

#### Einzelergebnisse
| Saison | 1   | 2   | 3   | 4    | 5 | 6   | 7   | 8   | 9   | 10   | 11 | 12  | 13  | 14 | 15  | 16 | 17 |
| ------ | --- | --- | --- | ---- | - | --- | --- | --- | --- | ---- | -- | --- | --- | -- | --- | -- | -- |
| 1975   |     |     |     |      |   |     |     |     |     |      |    |     |     |    |     |    |    |
|        |     |     |     |      |   |     |     |     |     |      | 13 | 10  | DNF |    |     |    |    |
| 1976   |     |     |     |      |   |     |     |     |     |      |    |     |     |    |     |    |    |
|        | 11  | DNQ | DNQ | DNF  |   | 15  | 16  | DNF | DNF | 10*  |    | 14  | 15  | 11 |     |    |    |
| 1977   |     |     |     |      |   |     |     |     |     |      |    |     |     |    |     |    |    |
|        |     | 14  | DNF | 10   |   | DNS | 11  | DNQ | 13  | DNF  | 10 | 9   | DNF | 10 | 11* |    |    |
| 1978   |     |     |     |      |   |     |     |     |     |      |    |     |     |    |     |    |    |
| 13     | DNF | 11  | DNQ | DNPQ | 7 | DNQ | DNQ | DNF | 8   | DNPQ | 8  | DNF | DNF | 13 |     |    |    |

| Legende  | Legende            | Legende                                                          |
| Farbe    | Abkürzung          | Bedeutung                                                        |
| -------- | ------------------ | ---------------------------------------------------------------- |
| Gold     | –                  | Sieg                                                             |
| Silber   | –                  | 2. Platz                                                         |
| Bronze   | –                  | 3. Platz                                                         |
| Grün     | –                  | Platzierung in den Punkten                                       |
| Blau     | –                  | Klassifiziert außerhalb der Punkteränge                          |
| Violett  | DNF                | Rennen nicht beendet (did not finish)                            |
| Violett  | NC                 | nicht klassifiziert (not classified)                             |
| Rot      | DNQ                | nicht qualifiziert (did not qualify)                             |
| Rot      | DNPQ               | in Vorqualifikation gescheitert (did not pre-qualify)            |
| Schwarz  | DSQ                | disqualifiziert (disqualified)                                   |
| Weiß     | DNS                | nicht am Start (did not start)                                   |
| Weiß     | WD                 | zurückgezogen (withdrawn)                                        |
| Hellblau | PO                 | nur am Training teilgenommen (practiced only)                    |
| Hellblau | TD                 | Freitags-Testfahrer (test driver)                                |
| ohne     | DNP                | nicht am Training teilgenommen (did not practice)                |
| ohne     | INJ                | verletzt oder krank (injured)                                    |
| ohne     | EX                 | ausgeschlossen (excluded)                                        |
| ohne     | DNA                | nicht erschienen (did not arrive)                                |
| ohne     | C                  | Rennen abgesagt (cancelled)                                      |
| ohne     | keine WM-Teilnahme |                                                                  |
| sonstige | P/fett             | Pole-Position                                                    |
| sonstige | 1/2/3/4/5/6/7/8    | Punktplatzierung im Sprint-/Qualifikationsrennen                 |
| sonstige | SR/kursiv          | Schnellste Rennrunde                                             |
| sonstige | *                  | nicht im Ziel, aufgrund der zurückgelegten Distanz aber gewertet |
| sonstige | ()                 | Streichresultate                                                 |
| sonstige | unterstrichen      | Führender in der Gesamtwertung                                   |